# DDR-Meisterschaften im Hallenfaustball 1984/85
Die DDR-Meisterschaften im Hallenfaustball 1984/85 waren die 33. Austragung der DDR-Meisterschaften der Männer und Frauen im Hallenfaustball der DDR in der Saison 1984/85. Die Finalturniere fanden im April 1985 in Zwickau statt. Die Seriensieger Chemie Weißwasser bei den Frauen und Lokomotive Dresden bei den Männern behaupteten sich erneut und standen seit 1976 jeweils zum neunten Mal auf der höchsten Stufe des Siegerpodestes.
Auf das Endergebnis hatten die nach den Tabellenpositionen der Punktspielrunde vergebenen Punkte keinen Einfluss.

## Frauen
Endstand
| Platz | Mannschaft        | Punkte | Vorgabezähler | Gesamt |
| ----- | ----------------- | ------ | ------------- | ------ |
| 1.    | Chemie Weißwasser | 6:0    | 3             | 9:0    |
| 2.    | Lok Schwerin I    | 4:2    | 2             | 6:2    |
| 3.    | SG Görlitz        | 2:4    | 0             | 2:4    |
| 4.    | Lok Schwerin II   | 0:6    | 1             | 1:6    |

## Männer
Endstand
| Platz | Mannschaft                    | Punkte | Vorgabezähler | Gesamt |
| ----- | ----------------------------- | ------ | ------------- | ------ |
| 1.    | Lok Dresden                   | 4:2    | 3             | 7:2    |
| 2.    | Fortschritt Glauchau          | 4:2    | 2             | 6:2    |
| 3.    | Lok „Erich Steinfurth“ Berlin | 4:2    | 1             | 5:2    |
| 4.    | Traktor Bachfeld              | 0:6    | 0             | 0:6    |

## Anmerkung
1. 1 2  Vorgabezähler: Gemäß ihrer Platzierung in der Hauptrunde erhielten die qualifizierten Mannschaften Punkte für die Endrunde. Der Erste erhielt dabei drei Punkte, der Zweitplatzierte zwei, der Dritte noch einen.